# Notre-Dame de l’Assomption (Champagne-sur-Oise)

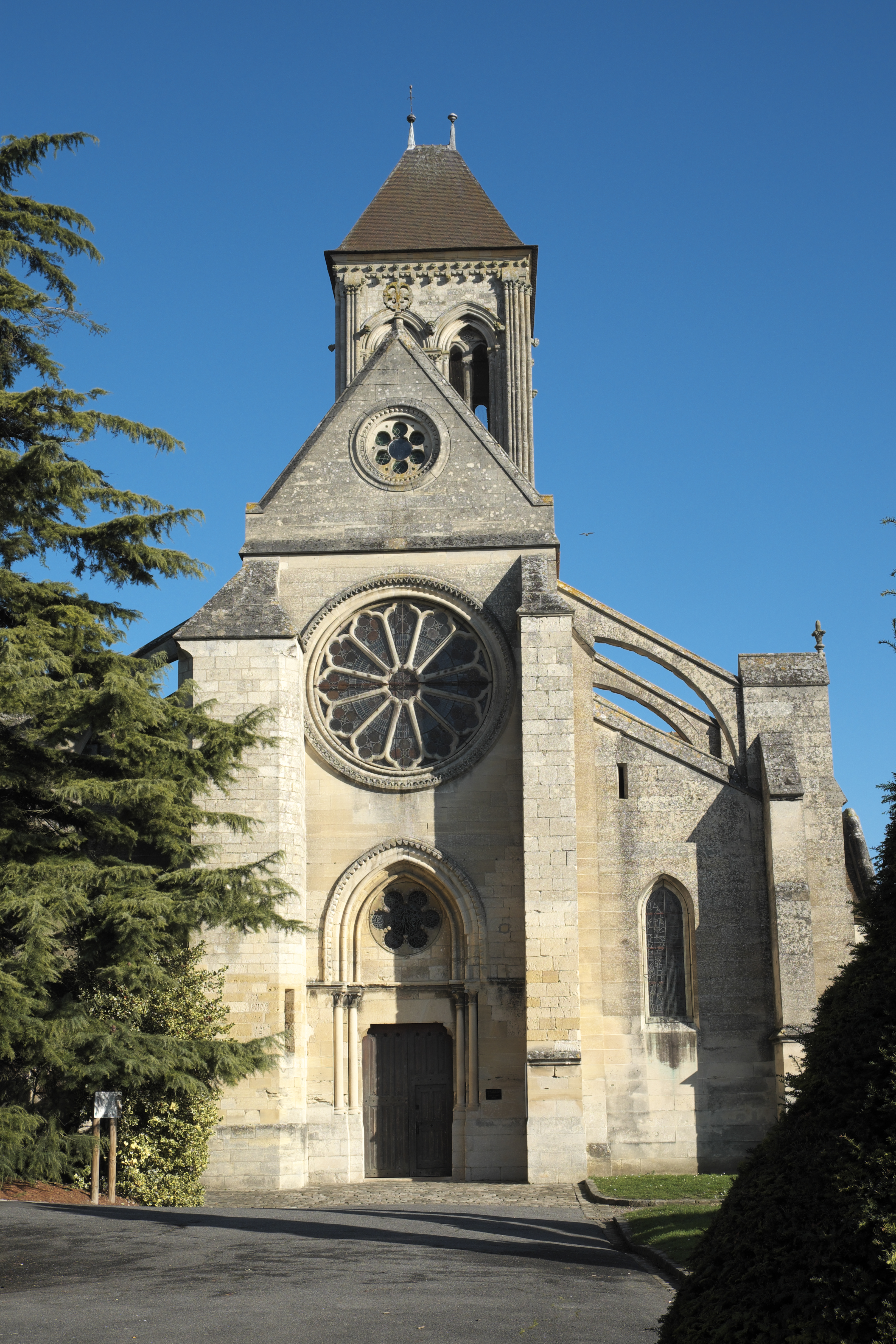
Pfarrkirche Notre-Dame-de-l’Assomption in Champagne-sur-Oise

Die katholische Pfarrkirche Notre-Dame-de-l’Assomption (Mariä Himmelfahrt) in Champagne-sur-Oise, einer Gemeinde im Département Val-d’Oise in der französischen Region Île-de-France, wurde in zwei Abschnitten, in der zweiten Hälfte des 12. und in der Mitte des 13. Jahrhunderts, im Stil der Gotik errichtet. Im eleganten, hohen Vierungsturm ist ein Glockenspiel mit fünf Glocken untergebracht. Seit 1862 steht die Kirche als Monument historique auf der Liste der Kulturdenkmäler in Frankreich.

## Architektur

### Außenbau

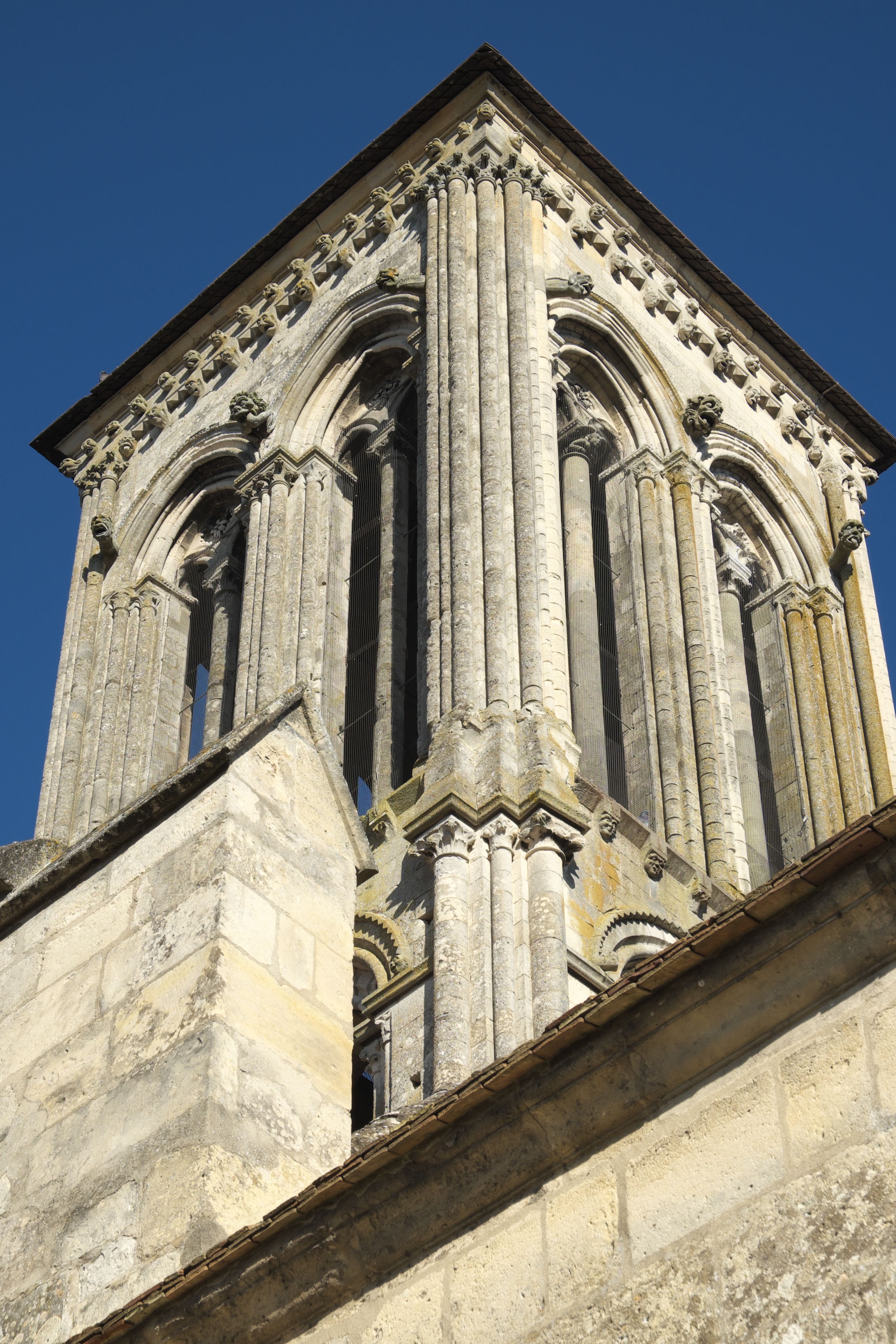
Vierungsturm

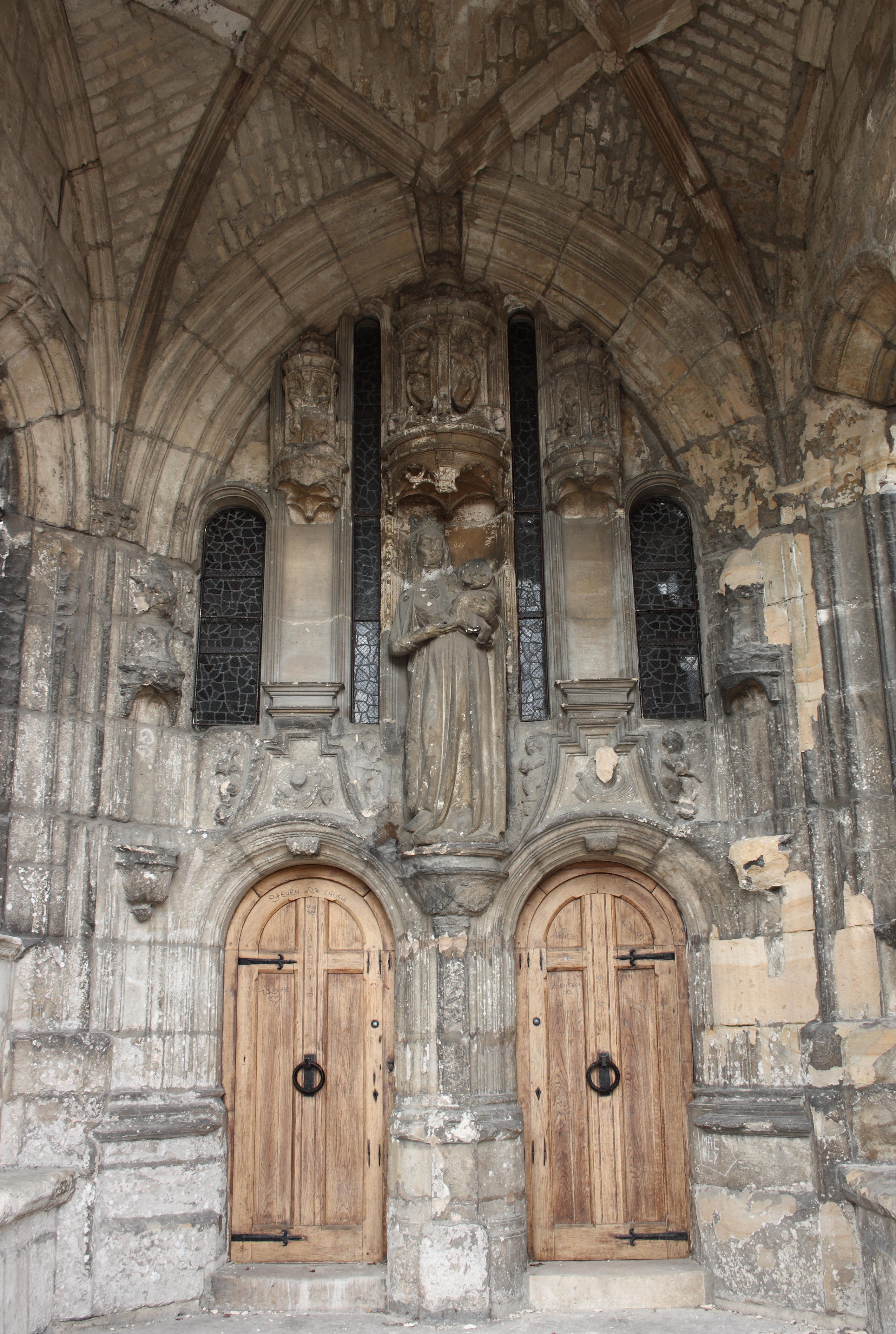
Südportal

#### Glockenturm
Der Unterbau des Turmes mit seinen rundbogigen Zwillingsarkaden auf allen vier Seiten geht auf die erste Bauphase um 1180/90 zurück. Das obere Geschoss, das von einem Walmdach gedeckt wird, stammt aus der zweiten Bauphase um 1230 bis 1245. Es ist von sehr hohen, schmalen Spitzbögen durchbrochen, die auf schlanken Mittelsäulen aufliegen und die in mehrfach profilierte Nischen eingeschnitten sind.

#### Südportal
Das südliche Portal wurde in der zweiten Hälfte des 16. Jahrhunderts im Stil der Renaissance umgestaltet. Die Marienskulptur auf dem Trumeaupfeiler stammt aus dem 14. Jahrhundert und befand sich ursprünglich wohl an einem nicht mehr erhaltenen Portal.

### Innenraum

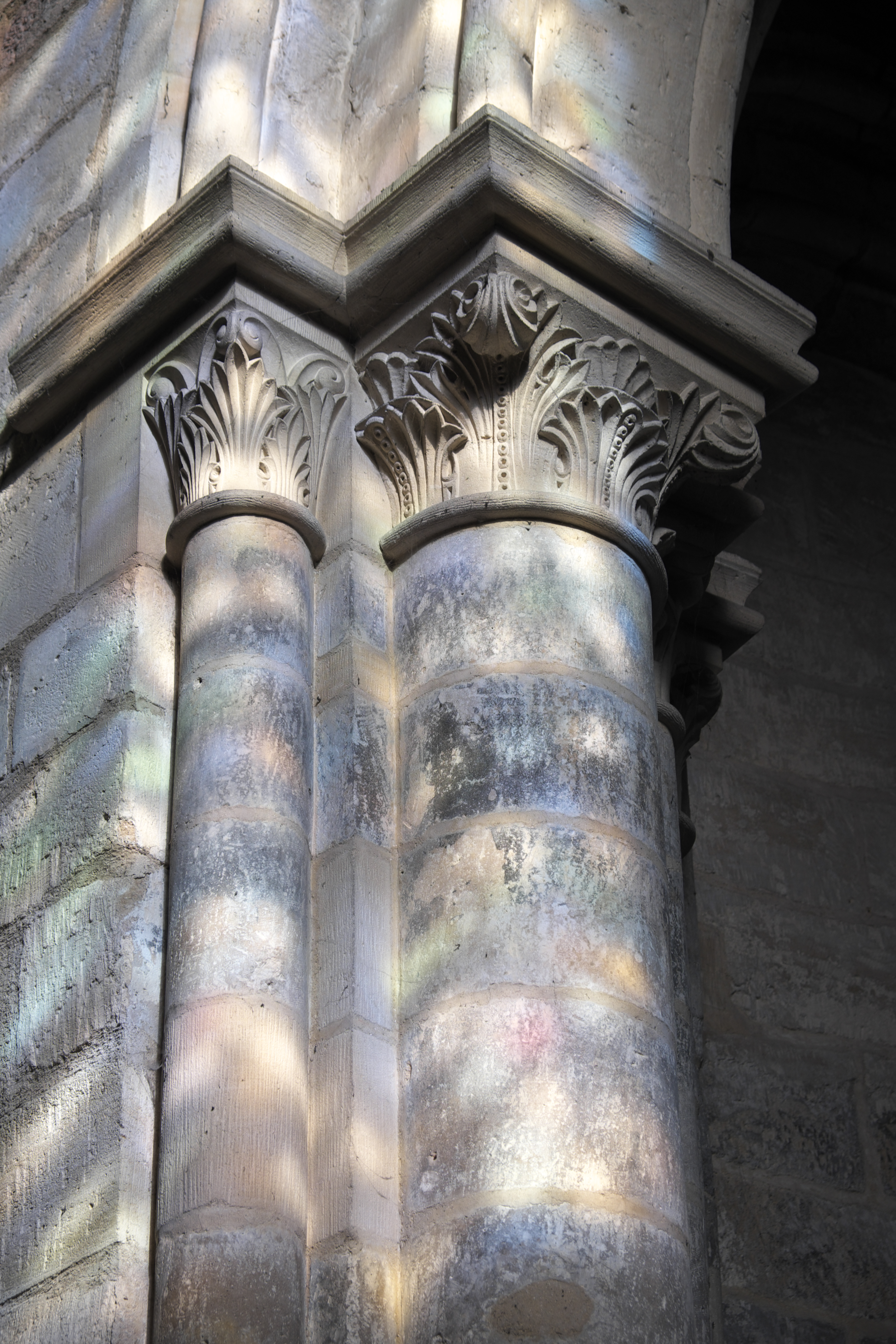
Säulen mit Kapitellen

Die Querhauskapellen gehören zu den ältesten Teilen der Kirche. Sie sind über einem halbkreisförmigen Grundriss errichtet und wurden um 1160/70 mit einem fünfteiligen Kreuzrippengewölbe eingedeckt. Zwischen 1180 und 1190 entstanden der Chor und das Querschiff. Die Chorfenster wurden um 1245/50 vergrößert. Im 15. Jahrhundert verstärkte man die Pfeiler der Vierung und stattete sie mit einem Dekor im Stil der Flamboyantgotik aus. Auch der Triumphbogen, der die Vierung vom Langhaus abgrenzt, stammt aus dieser Zeit. Er ist als Zackenbogen gestaltet, über dem zierliche Arkaturen mit genasten Spitzbögen in Form von Nonnenköpfen verlaufen.

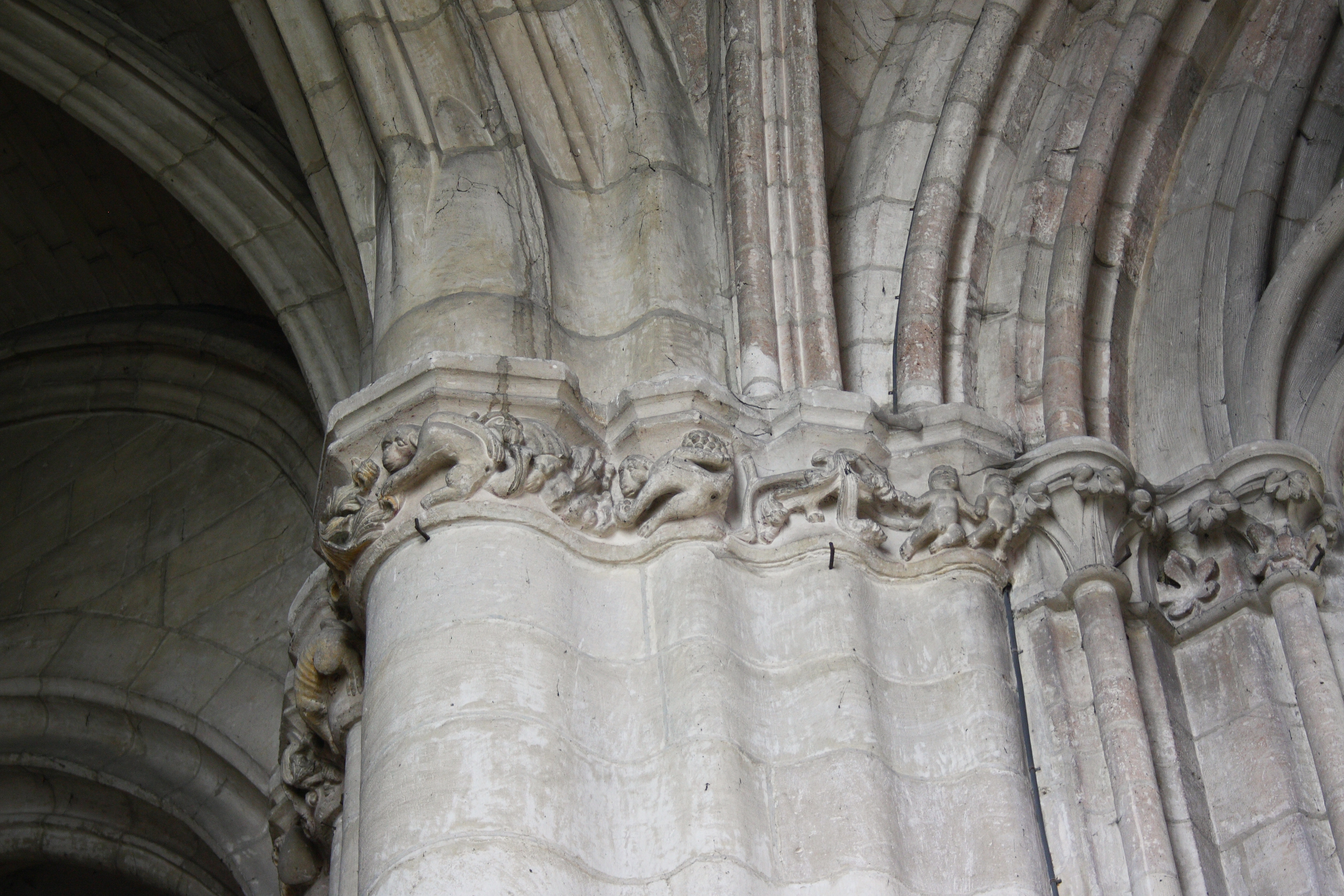
Kapitellfries an einem Vierungspfeiler
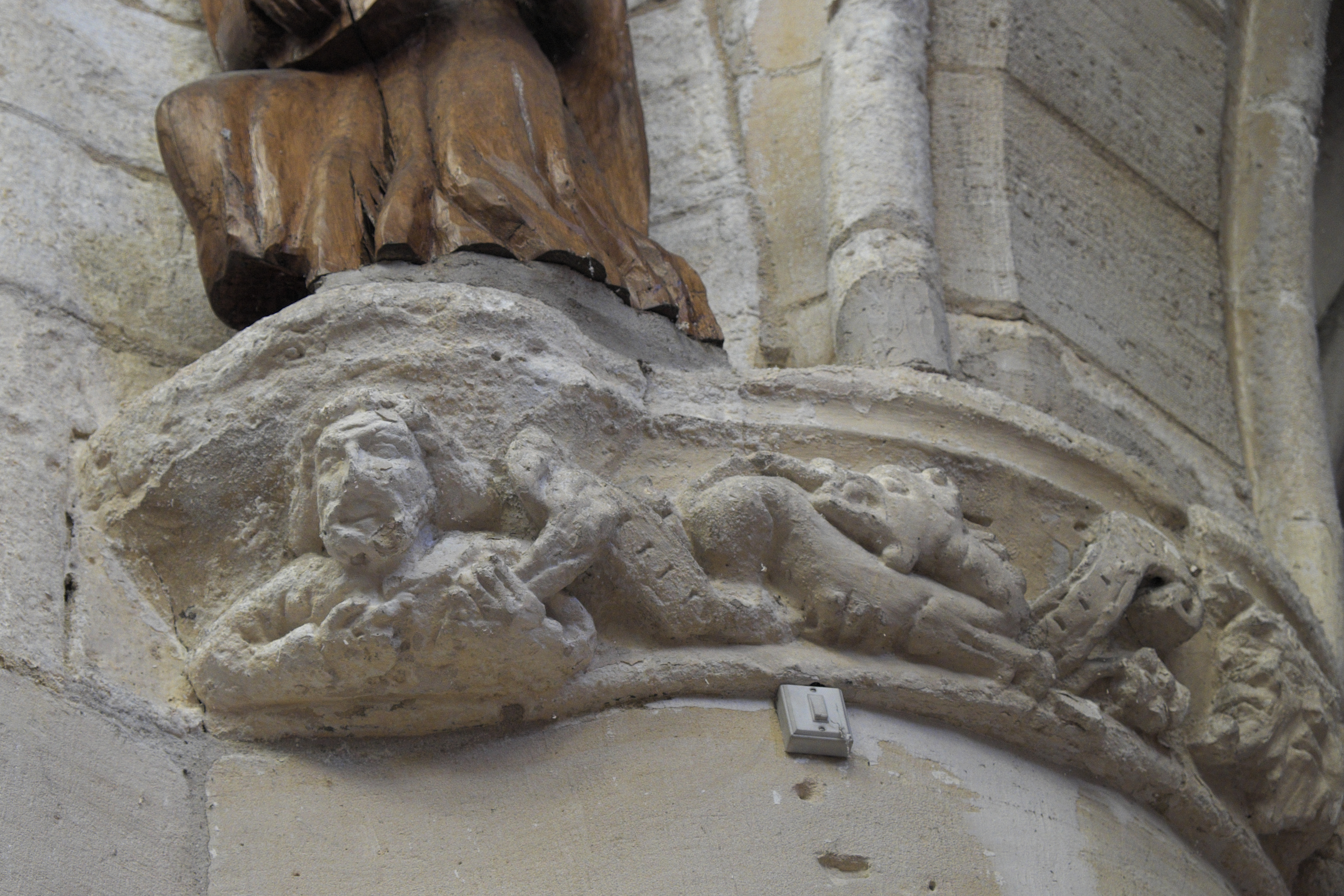
Kapitellfries
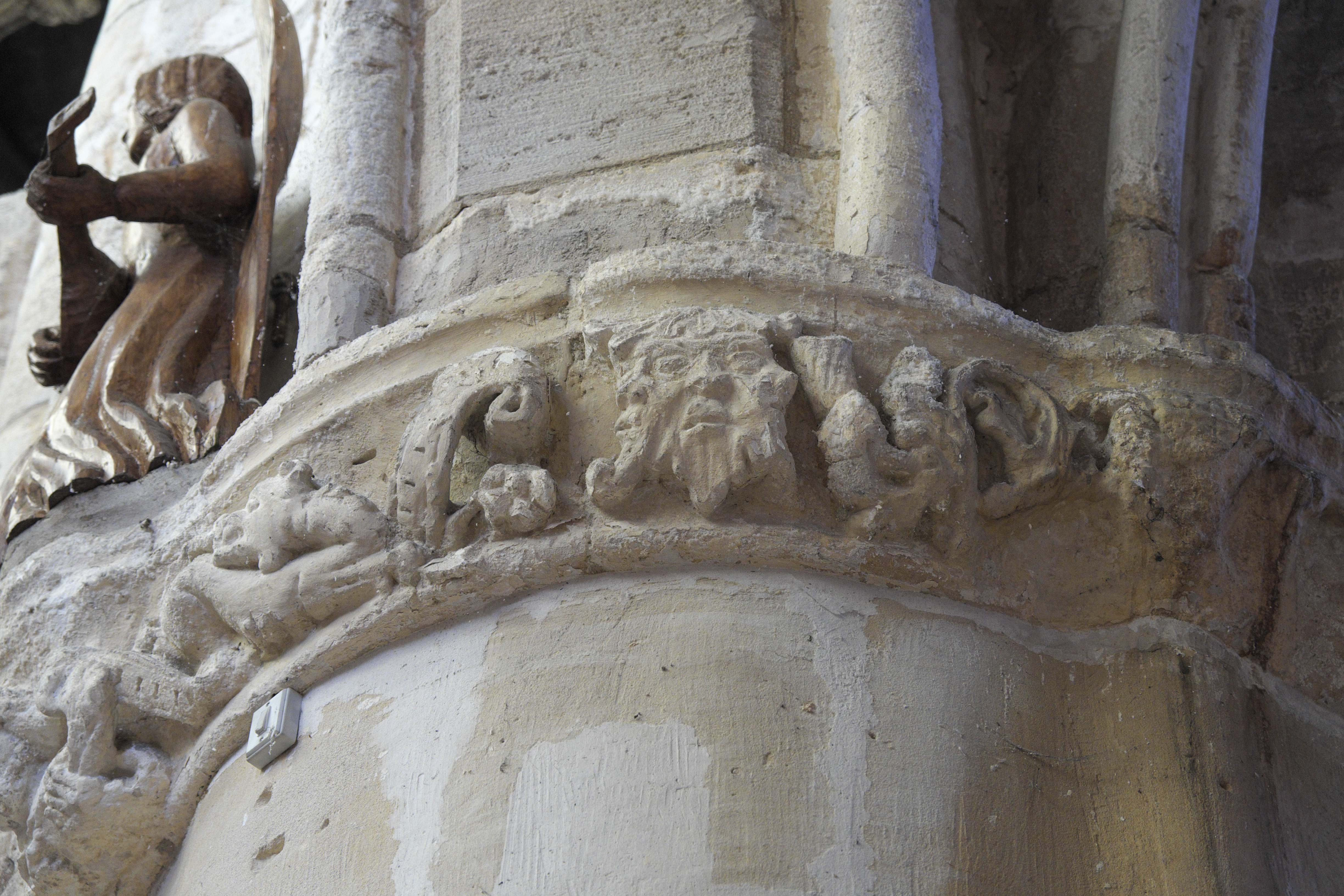
Kapitellfries

Das dreischiffige Langhaus, das in der zweiten Bauphase zwischen 1230 und 1245 errichtet wurde, wird dem Baumeister Pierre de Montreuil zugeschrieben. Es ist in sechs Joche untergliedert. Hohe Spitzbogenarkaden, die auf mächtigen Säulen aufliegen, trennen das Hauptschiff von den beiden Seitenschiffen. Die Säulen sind mit Knospenkapitellen verziert. Von diesen erheben sich jeweils drei schlanke Runddienste, die die Rippen des vierteiligen Kreuzrippengewölbes aufnehmen. Die Wände des Obergadens schmücken blinde Dreierarkaden mit Dreipassbögen, über denen sechspässige Okuli eingeschnitten sind.
Die große Rosette an der Westwand wurde im 19. Jahrhundert eingebaut.

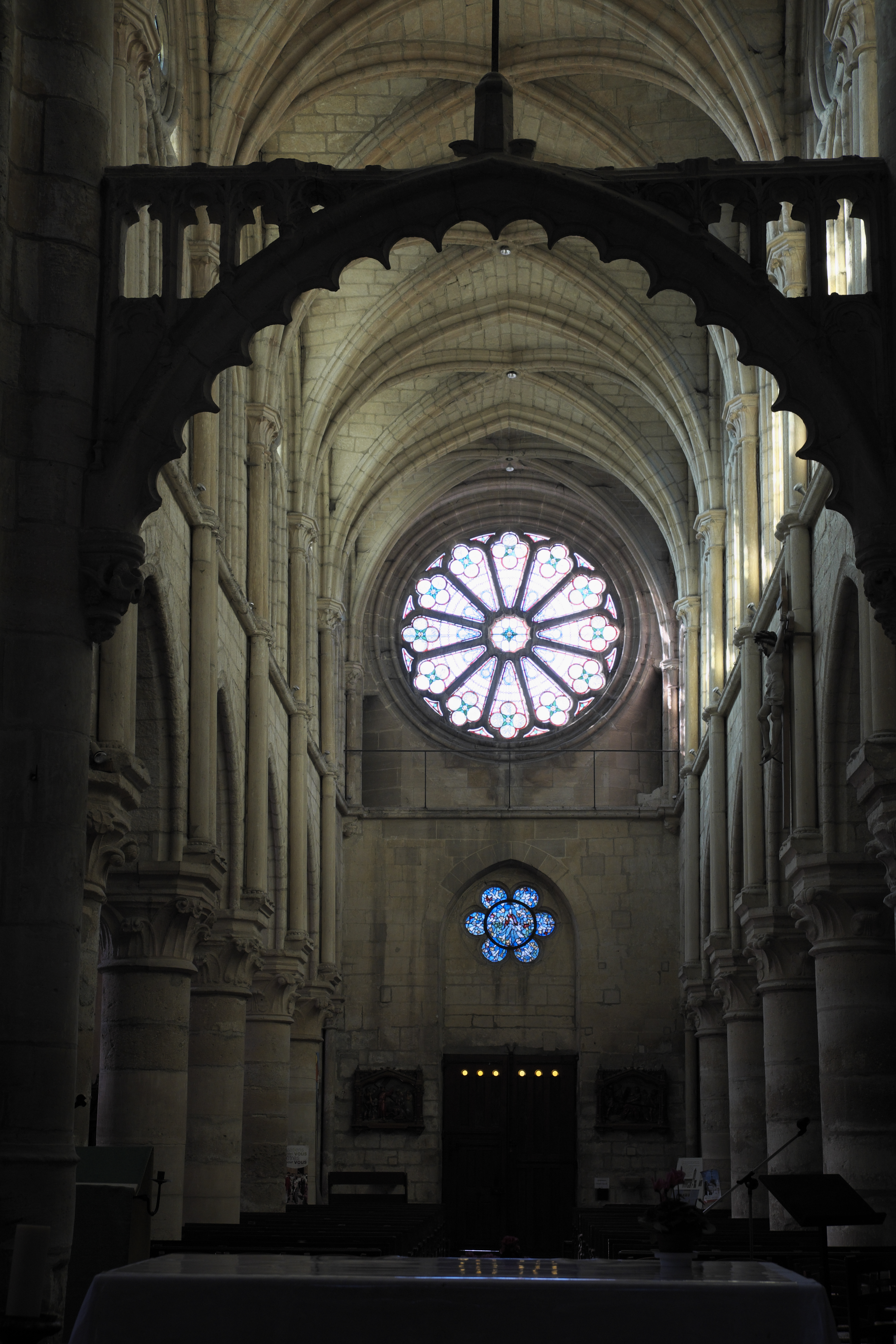
Triumphbogen, Mittelschiff nach Westen
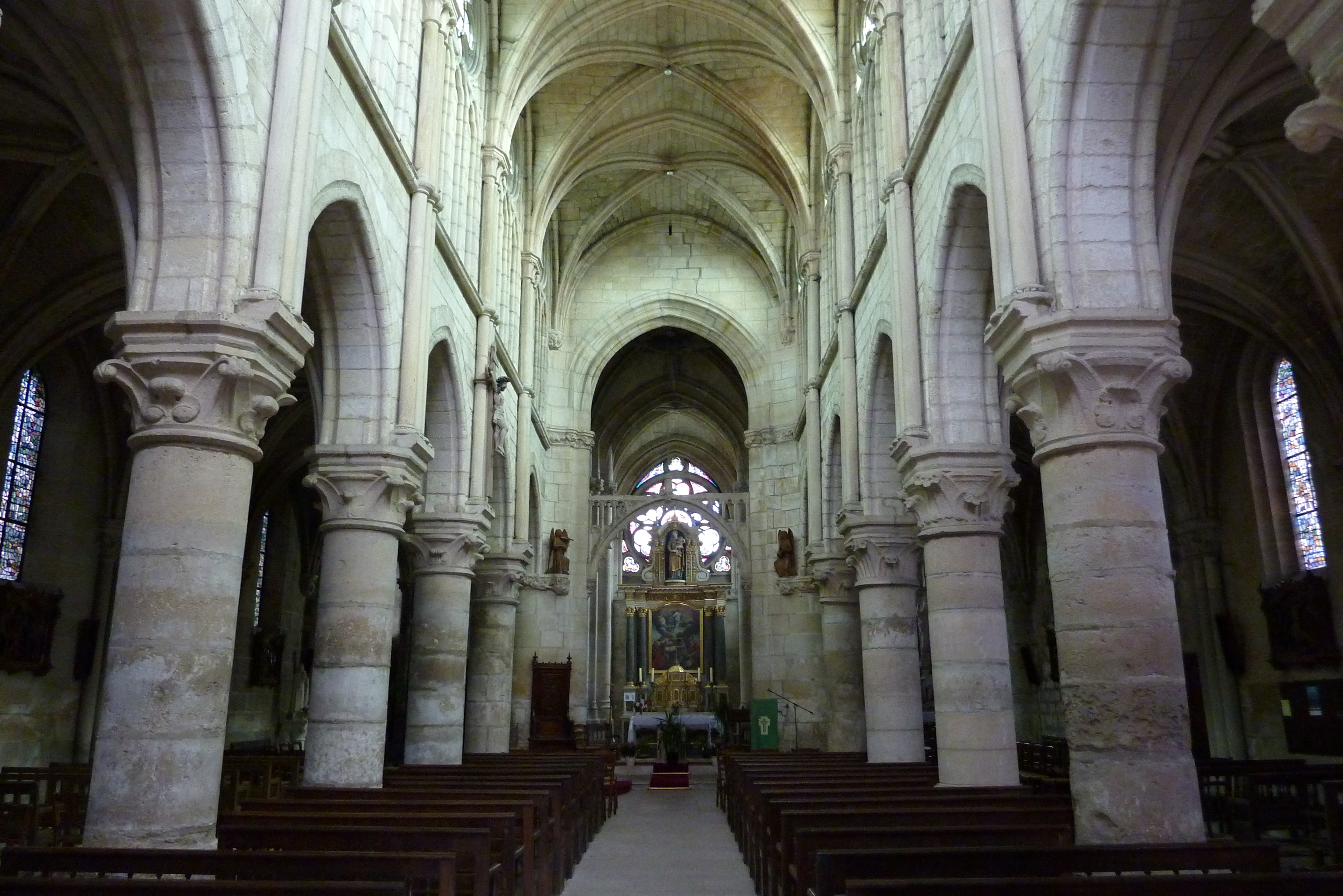
Langhaus nach Osten
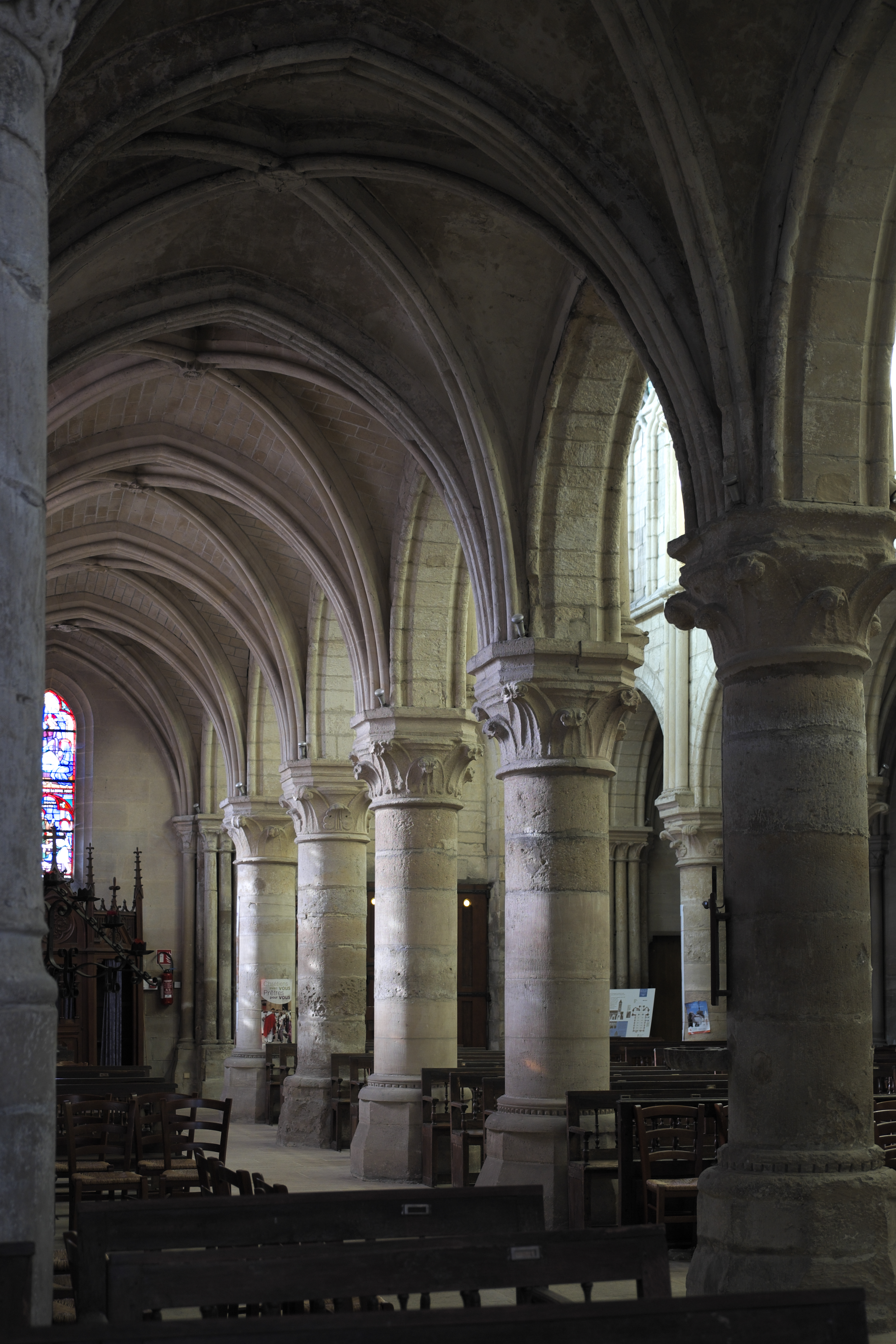
Südliches Seitenschiff
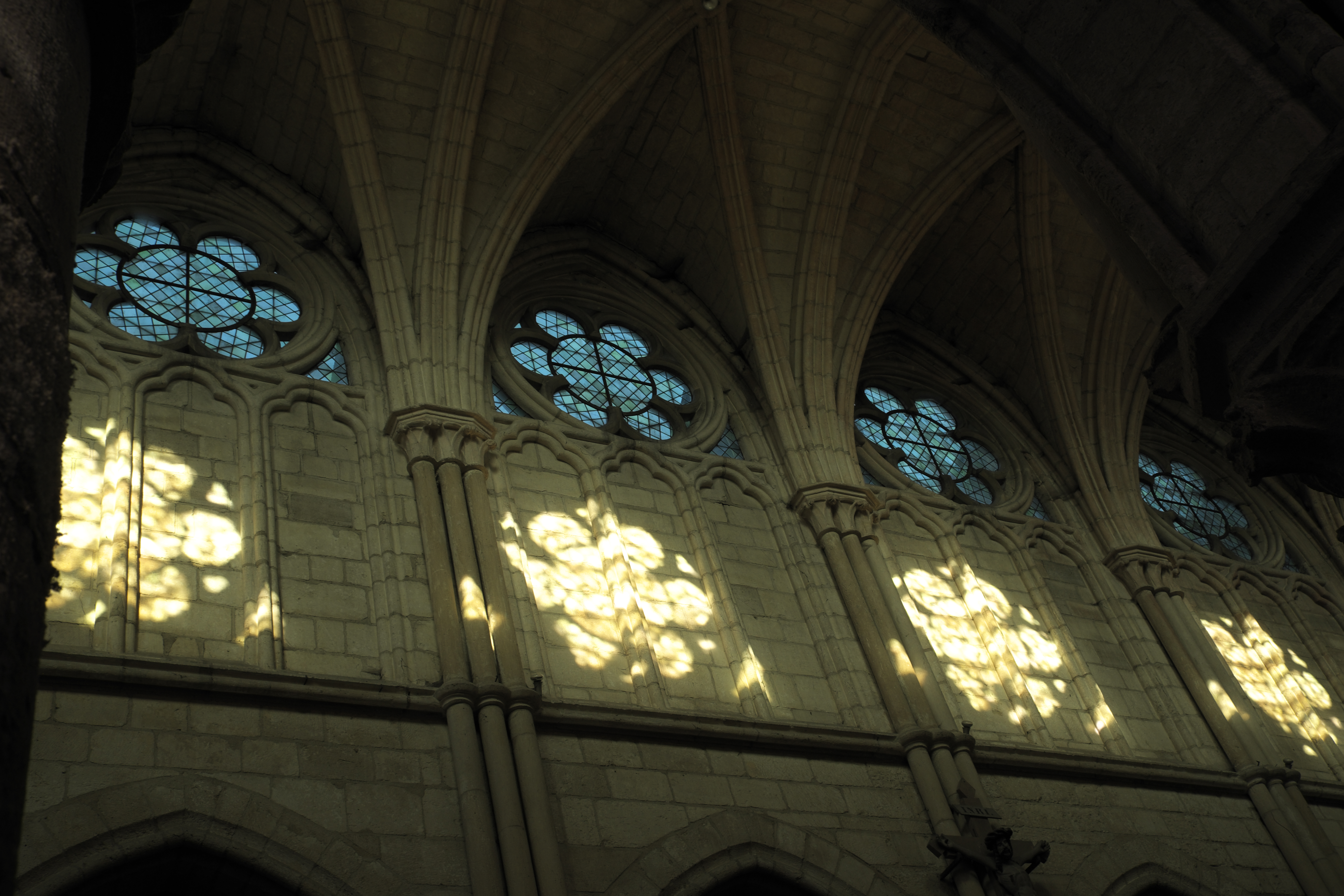
Blendarkaden und Obergadenfenster

## Ausstattung
- Die Kirche besitzt ein Taufbecken aus dem 16. Jahrhundert. Es ist mit Fischschuppen und stilisierten Lilien verziert.[2]
- Über dem Hauptaltar[3] aus dem 17. Jahrhundert thront die Skulptur einer Madonna mit Kind aus Eichenholz. Die farbig gefasste Figur wird in die erste Hälfte des 17. Jahrhunderts datiert.[4]
- Eine weitere Schnitzfigur einer Madonna mit Kind stammt aus dem 18. Jahrhundert.

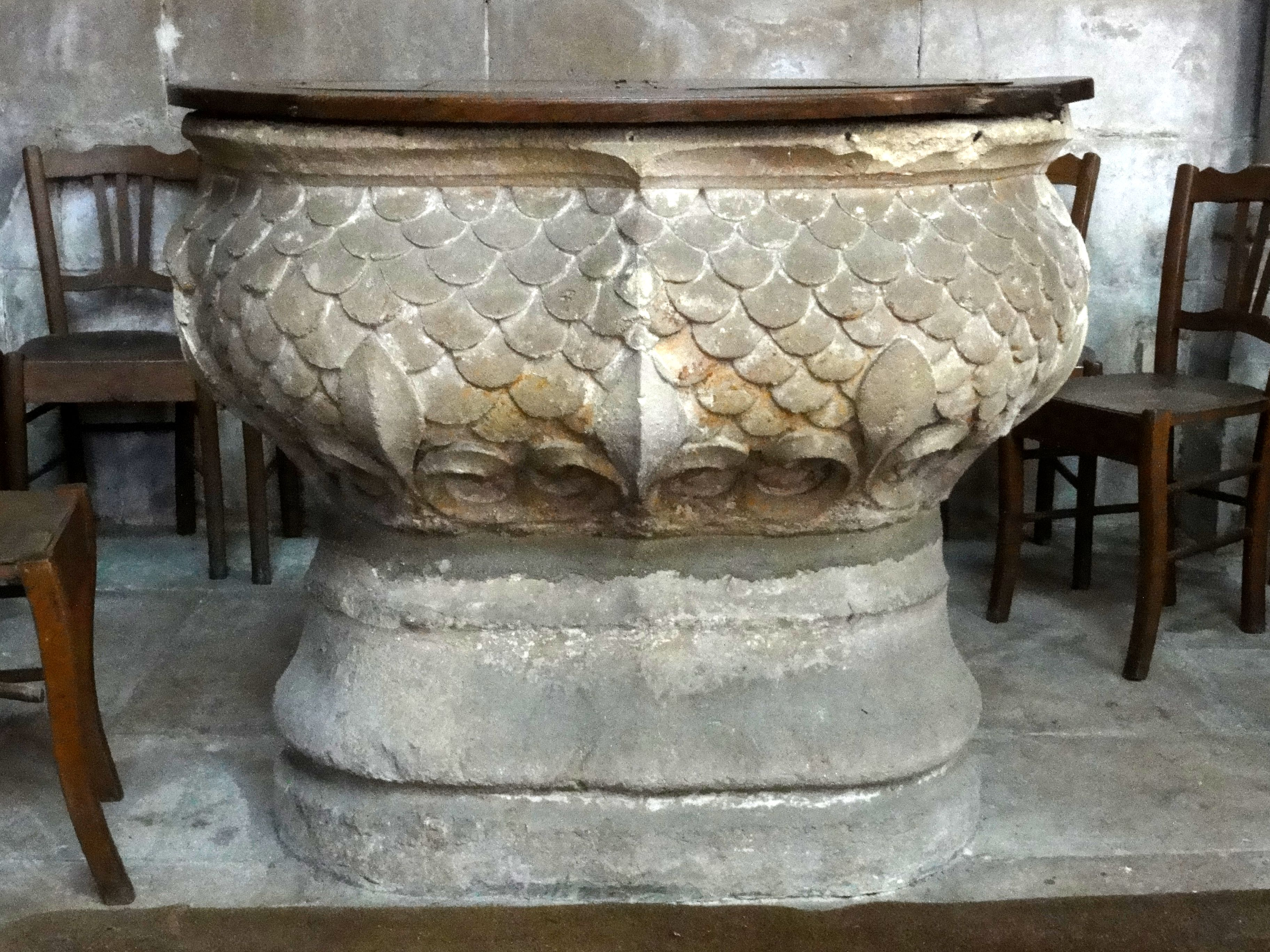
Taufbecken
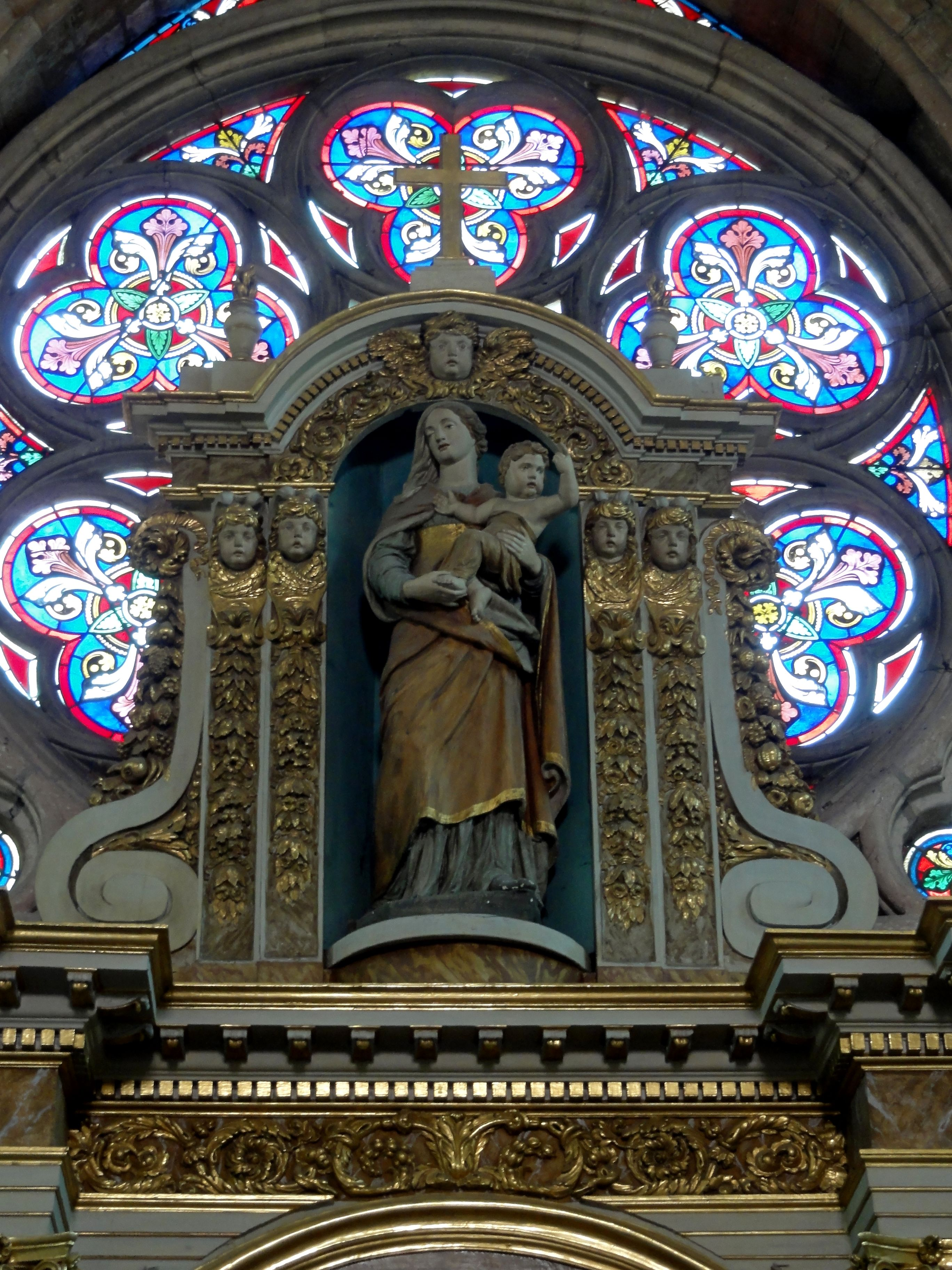
Madonna mit Kind über dem Hauptaltar
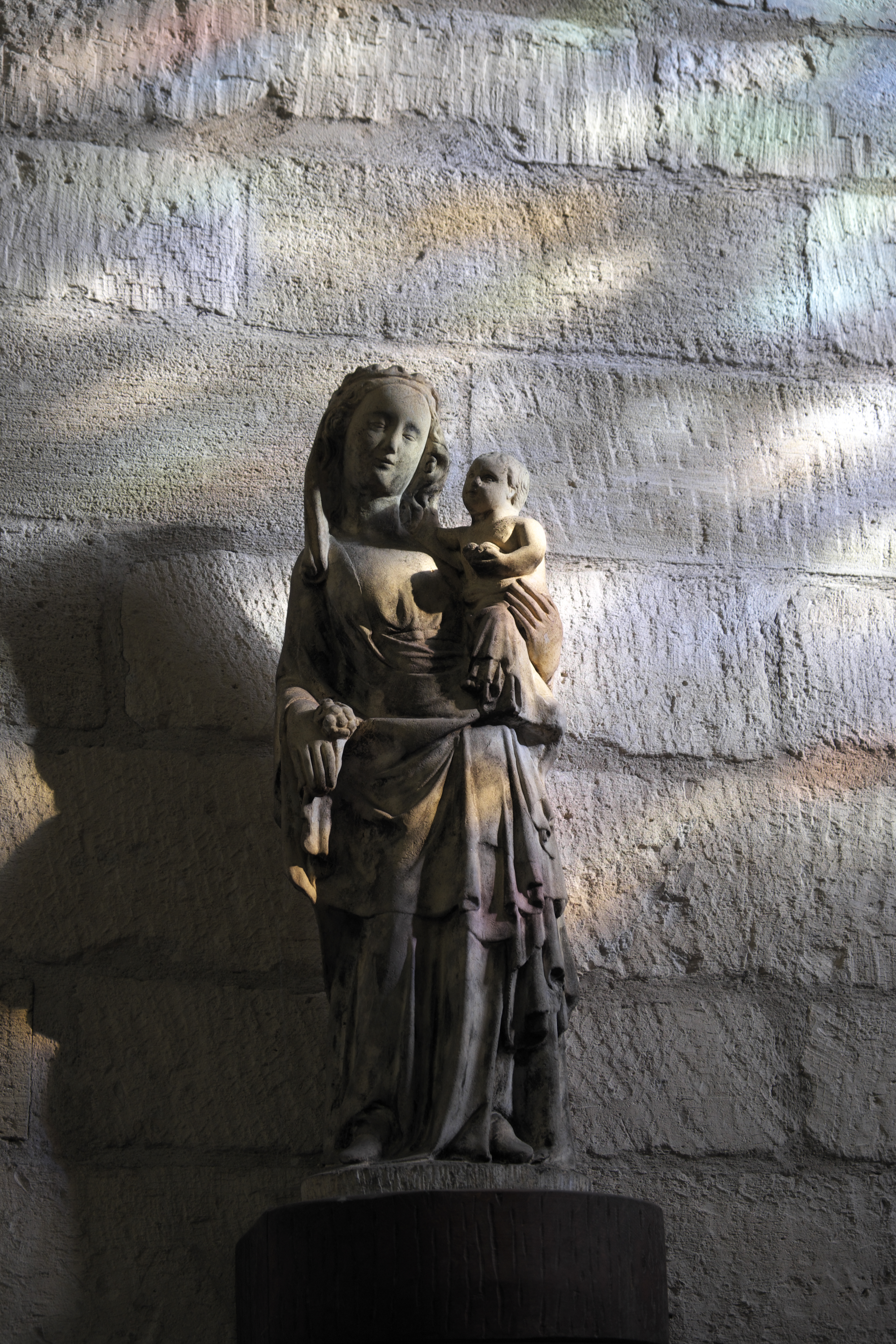
Madonna mit Kind aus dem 18. Jahrhundert